# Primula glabra
Primula glabra är en viveväxtart. Primula glabra ingår i släktet vivor, och familjen viveväxter.

## Underarter
Arten delas in i följande underarter:
- P. g. genestieriana
- P. g. glabra
- P. g. kongboensis
- P. g. pseudoglabra